# Lovers and Friends (bài hát)
"Lovers and Friends" là một ca khúc của Lil Jon & The East Side Boyz, trích từ album chung của họ, Crunk Juice. Đĩa đơn được chính thức phát hành vào tháng 11 năm 2004. Đĩa đơn còn có sự hợp tác của Usher và Ludacris. "Lovers and Friends" đã đạt vị trí thứ 3 trên bảng xếp hạng Billboard Hot 100.

## Xếp hạng
| Xếp hạng (2004-2005)                     | Vị trí cao nhất |
| ---------------------------------------- | --------------- |
| Úc (ARIA)                                | 36              |
| Đức (GfK)                                | 68              |
| Ý (FIMI)                                 | 60              |
| New Zealand (Recorded Music NZ)          | 15              |
| Thụy Sĩ (Schweizer Hitparade)            | 44              |
| UK Singles (The Official Charts Company) | 10              |
| U.S. Billboard Hot 100                   | 3               |
| U.S. Billboard Rhythmic Top 40           | 1               |